# 釋昭慧
釋昭慧法師（英語：Ven. Shih Chao-hwei，1957年5月28日—），俗名盧瓊昭，法名昭慧，生於緬甸仰光，台灣佛教比丘尼，師承印順法師。師大國文系畢業。為佛教弘誓學院創辦人。其從事女性主義、同性婚姻法制化等社會運動、發起“廢除八敬法”等佛教改革運動，也是「反賭博合法化聯盟」召集人之一。2021年成為第38屆庭野和平獎得主。
現任玄奘大學宗教與文化學系暨研究所教授。

## 簡介

### 早年成長背景
1957年5月28日（丁酉年農曆四月二十九），盧瓊昭出生於緬甸仰光，父親盧晃名，母親梁壬雲，在四個小孩中排行老二。
1965年8月，由於當時擔任緬甸政府看守內閣的總理兼國防部長奈溫政權排華，導致8歲的盧瓊昭與全家人搬到台灣，因此來台就學。
從中山女高畢業後，順利考上國立臺灣師範大學國文學系。在大學二年級時，曾參加佛光山主辦的夏令營，從此開始閱讀佛教相關書籍。在大學三年級的暑假，於板橋祥光精舍，依祥雲法師出家。
1979年，從國立臺灣師範大學國文學系畢業後，被分配至桃園縣 （今桃園市）任教。

### 具足戒之後
1980年，至高雄龍泉寺受具足戒。1984年，進入福嚴佛學院，開始教授中國文學與佛學。
由於昭慧法師曾任國、高中國文老師，1994年起，獲聘於輔仁大學擔任講師。先後以《佛教倫理學》、《律學今詮》、《佛教規範倫理學》獲得升等認定。現任玄奘大學宗教學系暨研究所教授。

### 參與社運
昭慧法師三十四歲，因馬曉濱事件(詳參: 釋字263號解釋之事實背景)的發生，使法師開始越過佛教領域，第一次進入社會關懷的領域，由此而不得不延展為政治關懷--但那並不表示他自己已認同僧尼參選民代，昭慧法師表示：參選民代可能會使出家人無以兼顧宗教師的責任；而政治關懷，亦可在不參選民代的前提下凝聚宗教民意，督促政客制訂乃至執行有益於國計民生（特別是弱勢生命）的法令與政策。

### 庭野和平獎
2021年，昭慧法師因在自然與人文和平推動的建樹，包括：動物保護、性別倫理、性別平等、宗教對話等活動的促進與努力，得到庭野和平獎委員會（Niwano Peace Prize Committee）認可，成為第38屆庭野和平獎得主。是繼慈濟基金會創辦人釋證嚴法師後，台灣的第二位得獎者。

## 佛學門派
釋昭慧師承釋印順，並且成為印順門下的重要支系。例如藍吉富《臺灣佛教辭典》將她與釋傳道、釋宏印並列為印順門下的三系:327。在佛教弘誓學院招收了釋性廣、釋悟殷、釋傳法、釋清德、釋見岸等弟子。

## 護教理念
釋昭慧為台灣佛教界著名的護教人士。

### 思凡事件
1987年4月，《國文天地》雜誌刊出一篇描述崑曲《思凡》的文章，內容被佛教人士認為有辱佛門。同年10月19日，《中央日報》有一份報導中指稱高雄市的比丘尼，半數以上出家的原由是離婚或情場失意，使出家法師的形象與聲譽被損壞。當時，釋昭慧於是和釋性廣所領導的弘誓學佛班學生，集體用去電抗議、發動拒訂、要求平衡報導的方式，發起抗議行動。更於1988年6月27日，釋昭慧於中國佛教會青年委員會下成立「護教組」，以「護衛佛教、淨化人心」為宗旨，釋昭慧及釋性廣負責統籌護教工作。護教組織成立後，若有教徒發現外界發言有謗教情事時，往往直言辯駁，一反與過去佛教對於相關議題維持沉默忍受的「出世」形象。因此，當時台灣媒體將之稱為「新一代僧尼新作風」。
1987年，國立藝術學院舞蹈學系在基隆市立文化中心進行畢業公演，演出改編自崑曲的舞劇《尼姑思凡》。劇情內容描述比丘尼受俗念糾葛、想要還俗的心情。這個演出也引起昭慧法師不滿，認為對於佛教比丘尼有歧視。當時擔任中國佛教會護教組長的昭慧法師投書媒體，號召佛教界要求停止公演。

### 參與動物保護
1993年至1999年間，昭慧法師擔任中華民國關懷生命協會創會理事長，推動動物福利立法，在其任內促使立法院三讀通過《野生動物保育法》與《動物保護法》，為台灣動物保育運動的一大里程碑。

### 大安森林公園園內觀音像保留與否事件
1994年，臺北靈糧堂信徒主張拆除台北市7號公園（即今大安森林公園）原大雄精舍觀音像，不明人士對觀音像潑洒糞便及硫酸。昭慧法師與大雄精舍住持明光法師等人發起「觀音不要走」運動，昭慧法師與立法委員林正杰於公園內絕食抗議，佛光會會眾糾集，幾經折衝終於保留觀音像。

### 持續推動佛誕節放假
1998年，行政院人事行政局以「順應國際潮流」為由，於耶誕節當日放假，昭慧法師聯合佛教人士推動「佛誕節放假」運動。1999年，李登輝總統宣布佛誕為國定節日，與母親節合併放假。2005年，陳水扁總統頒授大綬景星勳章給教廷梵蒂岡圖書館館長陶然樞機主教時表示「希望台灣與世界同步」，訂定耶誕節放假，引發各宗教爭議，昭慧法師持續為文爭取於農曆4月8日佛誕當日放假。

### 提倡佛教女權
2001年3月30日，第十四世達賴喇嘛訪問台灣，昭慧法師公開呼籲達賴喇嘛重新建立藏傳佛教的比丘尼僧團。達賴喇嘛回應：回到達蘭薩拉時，交由藏傳佛教僧團會議討論。
2001年3月31日，昭慧法師於印順導師九六嵩壽之「人間佛教薪火相傳」學術研討會開幕式中，公布「廢除八敬法宣言」，推動廢除八敬法，表示八敬法非佛說，佛教僧團不應該繼續遵守歧視女性的八敬法。

### 支持慈濟及力挺慈濟內湖園區
2014年10月18日，時任玄奘大學社會科學院院長的昭慧法師在facebook發文批評，網路謠言篇篇惡毒，「反慈濟者宛若文革時代的紅衛兵」，如果「旁人」再緘默下去，難保不會發生文革式「抄家滅族」的集體歇斯底里。
2015年2月22日，昭慧法師在facebook發文批評臺北市長柯文哲對慈濟內湖園區言論，並且多次發表「有種，就用這套一再羞辱慈濟的狂言拿來羞辱IS（伊斯蘭國）」、「羞辱慈濟，善惡必報」，甚至面對網友批評時回批「邪惡的言語，會增加致癌機率」，引發議論。
2015年6月6日，昭慧法師在facebook發文，說她看到沃草有限公司創辦人柳林瑋被該公司解職案、壹電視新聞台《正晶限時批》主持人彭文正的大學教授兼職案、名嘴互罵互咬案等，「一個又一個名嘴因私德有虧而中箭下馬」，讓她深有感觸，這就是「天理昭彰，善惡有報」、「夜路走多，會遇到鬼」，她不忍心幸災樂禍，只能說「既得其情，則哀矜而勿喜」。

### 就佛門性醜聞要求改革結構問題
2018年8月1日，因中國佛教協會會長、北京龍泉寺主持釋學誠，遭兩名男弟子實名舉報性侵女弟子，昭慧法師批判不應為「顧全大局」，而勸受害者隱忍了事，或對勇敢揭發醜聞的受害人或第三者，予以強烈撻伐。應檢討根源，問題在於佛門中男女性別間在「權力不對等」的老問題，以致於別有用心的男性出家眾，藉引用了佛門律典對女性管制較嚴的法規，或以依師之名，而使卑微的一方或尼眾羊入虎口，不斷受害。

## 政治立場
2011年12月17日，從未對政治立場表態的釋昭慧法師接受法界衛視主播賴伊容採訪，公開呼籲將2012年中華民國立法委員選舉政黨票投給台灣綠黨；她表示，中國國民黨與民主進步黨這兩大黨不可能不理會財團的利益，“綠黨是站在愛護土地及弱勢的立場、而不會傾向財團；我認為，讓他們來幫民眾看緊荷包，對我們也許是個保障”，替綠黨爭取到很多佛教徒的支持。

## 社會議題立場

### 反賭聯盟
昭慧法師反對賭博合法化，在台灣參與多項抗議活動。

### 支持同性婚姻立法
2012年8月11日，昭慧法師為女同性戀婚姻證婚，是台灣第一個公開主持同性戀婚禮的佛教法師。
2016年11月24日，立法院召開同性婚姻公聽會。釋昭慧以玄奘大學教授身分出席，並以哲學、佛學觀點支持同性婚姻立法。

## 爭議事件

### 批評惟覺法師
2004年3月11日，中華佛寺協會常務理事昭慧法師嚴詞批評，中台禪寺釋惟覺公開支持泛藍正副總統候選人連戰、宋楚瑜，並呼籲民眾拒領公投票，是危言聳聽、妖言惑眾，自以為代表佛教界，不但以政治力介入立法阻礙《宗教團體法》立法，還違反民主公投的世界潮流。

### 爭議發言
因內湖慈濟開發案，釋昭慧法師曾表示各方批評者（包含姚立明、周玉蔻、柯文哲等人以及對此事有反對意見的台北市市民）將會因其言論的「邪惡能量」提高致癌、中風、內分泌、心血管與消化系統的疾病風險。稱之「善惡必報」，是天理昭彰的法則。並稱其發言乃「情非得已，矯枉必須過正」。不過此番言論遭專科醫師斥為無稽之談。
台北市立法委員羅淑蕾稱，釋昭慧曾在遊行「說我們支持法案的人絕子絕孫」。

## 著作
出版著作有《如是我思》、《佛教倫理學》、《悲情觀音》、《人間佛教播種者—印順導師》、《敢向高樓撞晚鐘》、《人間佛教試煉場》、《律學今詮》、《初期唯識思想》、《千載沉吟》、《世紀新聲》、《佛教規範倫理學》、《人菩薩行的歷史足履》等專書二十五冊，學術論文四十餘篇。